# Palma Alta
Palma Alta är en ort i Mexiko.   Den ligger i kommunen Tihuatlán och delstaten Veracruz, i den sydöstra delen av landet, 230 km nordost om huvudstaden Mexico City. Palma Alta ligger 24 meter över havet och antalet invånare är 102.
Terrängen runt Palma Alta är huvudsakligen platt, men västerut är den kuperad. Runt Palma Alta är det ganska tätbefolkat, med 172 invånare per kvadratkilometer. Närmaste större samhälle är Tuxpan de Rodríguez Cano, 14,5 km nordost om Palma Alta. Trakten runt Palma Alta består till största delen av jordbruksmark.